# Peugeot 208 T16
Peugeot 208 T16, chiamata anche Peugeot 208 R5 o Peugeot 208 T16 R5, è una variante da competizione della Peugeot 208 I omologata per la categoria R5, sviluppata dal reparto corse della casa automobilistica francese Peugeot per competere nella serie WRC-2 del campionato del mondo rally.

## Descrizione
È stata presentata al salone di Parigi nel 2012. La Peugeot 208 T16 è prodotta nello stabilimento Peugeot Sport di Veliž. Il suo debutto nelle competizioni rallistiche è avvenuto a marzo 2014. 

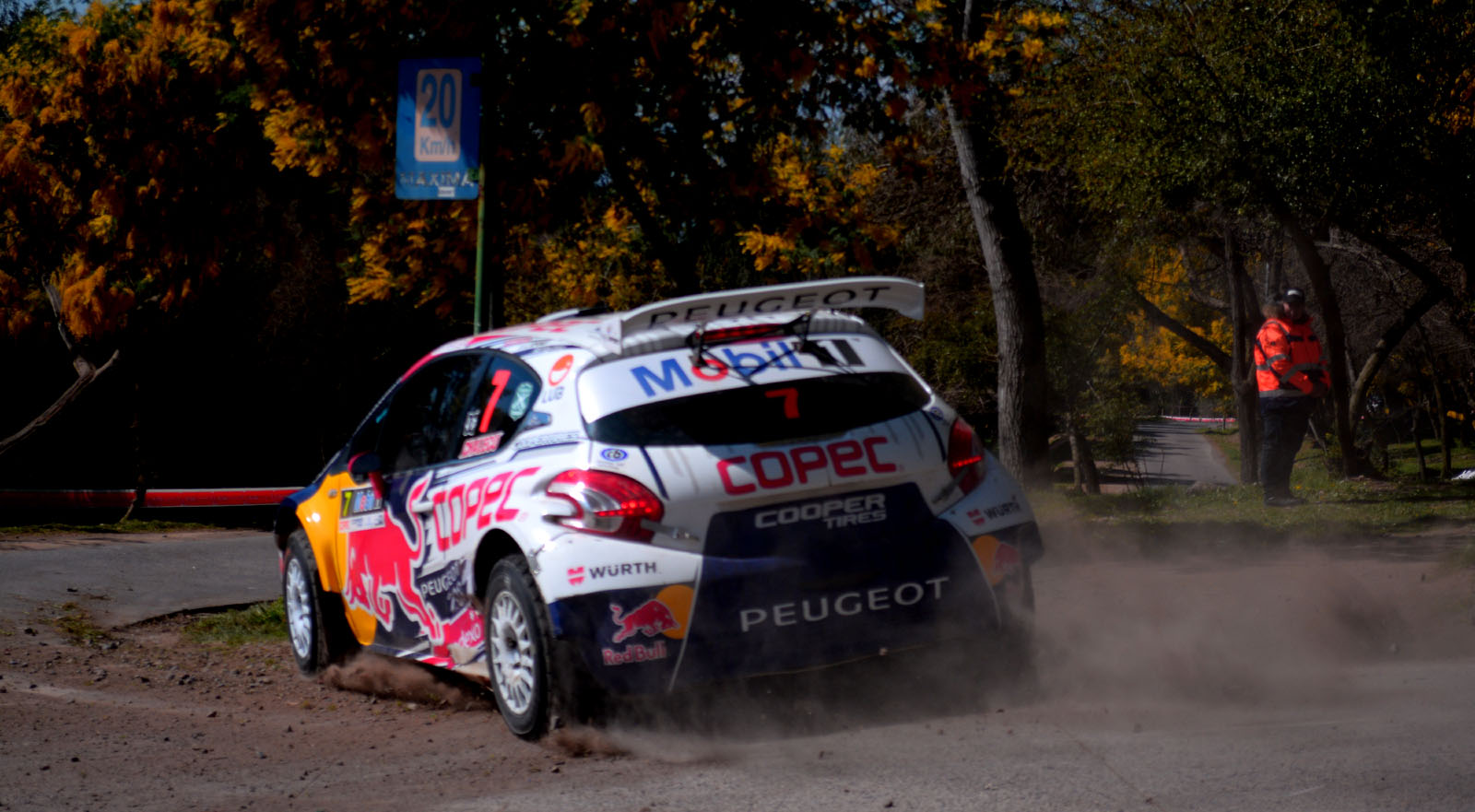
Una Peugeot 208 T16 al Rallymobil 2018 in Cile

Fu il secondo veicolo ad ottenere l'omologazione nella categoria R5 dopo la Ford Fiesta R5 ed è la seconda versione sviluppata per i rally della Peugeot 208, dopo la Peugeot 208 R2.
Ha un peso di 1.200 kg, la trazione integrale, un cambio sequenziale a cinque velocità e un motore con cilindrata di 1.595 cc a 4 cilindri (con flangia di aspirazione da 32 mm) turbocompresso che produce 280 CV e 400 Nm a 6000 giri/min.
Ha debuttato in gara a marzo 2014 al Rally del Ciocco, un evento che fa parte del Campionato Italiano Rally con alla guida il pilota Paolo Andreucci.
La 208 T16 ha debuttato nella prima prova del Campionato Europeo Rally al Rally dell'acropoli 2014 guidata da Craig Breen e Kevin Abbring, ottenendo una vittoria.

## Vittorie ERC
| # | Anno | Rally               | Pilota      | Co-pilota    |
| - | ---- | ------------------- | ----------- | ------------ |
| 1 | 2014 | Rally dell'Acropoli | Craig Breen | Scott Martin |
| 2 | 2015 | Rally Liepāja       | Craig Breen | Scott Martin |
| 3 | 2015 | Circuit of Ireland  | Craig Breen | Scott Martin |
| 4 | 2015 | Rally d'Azores      | Craig Breen | Scott Martin |